# Atalantycha dentiger
Atalantycha dentiger is een keversoort uit de familie soldaatjes (Cantharidae). De wetenschappelijke naam van de soort werd in 1851 gepubliceerd door John Lawrence LeConte.